# Зелени даждевњак
Зелени даждевњак (лат. Aneides aeneus, енгл. Green salamander) је водоземац из реда репатих водоземаца (Caudata) и породице безплућњака (Plethodontidae). 

## Распрострањење
Ареал врсте је ограничен на источне Сједињене Америчке Државе, тачније Апалачко горје.

## Станиште
Станиште врсте су шуме и каменита подручја, на висинама од 140 до 1.350 метара.

## Угроженост
Ова врста је на нижем степену опасности од изумирања, и сматра се скоро угроженим таксоном.